# Lamyra
Lamyra is een vliegengeslacht uit de familie van de roofvliegen (Asilidae).

## Soorten
- L. greatheadi Oldroyd, 1974
- L. gulo (Loew, 1851)
- L. rossi Oldroyd, 1974
- L. vorax Loew, 1858